# 瓦薩 (愛達荷州)
瓦薩（英語：Vassar）是位於美國愛達荷州拉塔縣的一個非建制地區。

## 地理
瓦薩的座標為46°49′45″N 116°37′02″W / 46.82917°N 116.61722°W，而該地的平均海拔高度為839米（即2753英尺）。